# Blaž Dolinar
Blaž Dolinar (* 14. Oktober 1986) ist ein slowenischer Fußballspieler.

## Karriere
Dolinar begann seine Karriere beim NK Publikum Celje. Zur Saison 2005/06 wechselte er zum Zweitligisten NK Zagorje. Für Zagorje spielte er zweimal in der 2. SNL. Zwischen 2006 und 2007 spielte er in Island bei Leiknir Reykjavík. Zur Saison 2007/08 kehrte er wieder nach Slowenien zurück und schloss sich dem Drittligisten NK Kovinar Štore an. Für Kovinar Štore spielte er sechsmal in der dritthöchsten Spielklasse. Zur Saison 2008/09 wechselte er zum ebenfalls drittklassigen NK Šampion. Für diesen absolvierte er 16 Drittligapartien, in denen er fünf Tore erzielte. Zur Saison 2009/10 wechselte Dolinar nach Österreich zum fünftklassigen SV Fohnsdorf. In Fohnsdorf kam er in zwei Spielzeiten zu 44 Einsätzen in der Oberliga, in denen er 20 Tore erzielte.
Zur Saison 2011/12 kehrte er in seine Heimat zum inzwischen in die 2. SNL aufgestiegenen NK Šampion zurück. Für Šampion kam er während seines zweiten Engagements zu neun Zweitligaeinsätzen. Im Januar 2012 wechselte er zum Erstligisten NK Nafta Lendava. Im März 2012 debütierte der Defensivspieler gegen den NK Olimpija Ljubljana in der 1. SNL. Bis Saisonende absolvierte er zwölf Spiele in der höchsten Spielklasse Sloweniens, mit Nafta Lendava stieg er zu Saisonende allerdings aus der Liga ab, kurz darauf löste sich der Klub auf. Dolinar blieb der 1. SNL allerdings erhalten und schloss sich zur Saison 2012/13 dem NK Aluminij an. Nach allerdings nur einem Einsatz wurde er noch im August 2012 an den Zweitligisten NK Krško abgegeben. Für Krško spielte er elfmal.
Im Januar 2013 wechselte er ein zweites Mal nach Österreich, diesmal zum fünftklassigen UFC Fehring. Für die Südoststeirer kam er in zwölf Partien in der Oberliga zum Einsatz. Zur Saison 2013/14 kehrte er wieder in seine Heimat zurück und spielte für zweieinhalb Jahre für den unterklassigen NK Žalec. Im Januar 2016 wechselte er ein zweites Mal nach Fohnsdorf. Mit den Fohnsdorfern stieg er 2017 in die Unterliga ab. In drei weiteren Jahren kam er zu 62 Einsätzen in den Spielklassen fünf und sechs für Fohnsdorf, in denen der Slowene 22 Tore erzielte. Im Januar 2019 wechselte er in die Oberliga zum SV Unzmarkt. In eineinhalb Jahren in Unzmarkt absolvierte er 21 Partien in der fünften Liga. Zur Saison 2020/21 wechselte Dolinar zum sechstklassigen FC Zeltweg.